# Les Lois de l'hospitalité
 (décembre 2020).
Si vous disposez d'ouvrages ou d'articles de référence ou si vous connaissez des sites web de qualité traitant du thème abordé ici, merci de compléter l'article en donnant les références utiles à sa vérifiabilité et en les liant à la section « Notes et références ».
Pour plus de détails, voir Fiche technique et Distribution.
Les Lois de l'hospitalité (Our Hospitality) est un film muet américain réalisé par Buster Keaton et John G. Blystone sorti en 1923.

## Synopsis
Les clans Canfield et McKay sont rivaux. Lors d'une fusillade, les deux chefs de famille sont tués et la veuve McKay part alors du village pour New York avec son bébé. Vingt années plus tard, Willie McKay hérite de la maison de ses ancêtres et s'y rend en train. Il y rencontre Virginie Canfield qui a la même destination. Il sympathise avec elle et accepte son invitation à dîner chez elle. Tant que Willie reste dans la maison des Canfield, les lois de l'hospitalité interdisent à ses ennemis jurés de faire du mal à un invité, mais si Willie McKay venait à franchir le pas de la porte, personne ne répondra de sa vie.

## Fiche technique
- Titre : Les Lois de l'hospitalité
- Titre original : Our Hospitality
- Réalisation : Buster Keaton et John G. Blystone
- Scénario : Clyde Bruckman, Jean C. Havez et Joseph A. Mitchell
- Photographie : Gordon Jennings et Elgin Lessley
- Direction technique : Fred Gabourie
- Producteur : Joseph M. Schenck
- Société de production : Buster Keaton Comedies
- distribution : Metro Pictures Corporation
- Pays de production : américain
- Format : Noir et blanc - 1,37:1 - Format 35 mm
- Langue : film muet intertitres anglais
- Genre : Comédie
- Durée : sept bobines
- Date de sortie : 
  - États-Unis :19 novembre 1923

## Distribution
- Buster Keaton : Willy McKay
- Joe Roberts : Joseph Canfield
- Ralph Bushman : Clayton Canfield
- Craig Ward : Lee Canfield
- Monte Collins : Rev. Benjamin Dorsey, le pasteur
- Joe Keaton : Lem Doolittle, l'ingénieur
- Kitty Bradbury : Tante Mary
- Natalie Talmadge : Virginie Canfield
- Joseph Keaton-Talmadge : Willy McKay bébé

Acteurs non crédités
- Erwin Connelly : le mari qui se querelle avec sa femme
- Edward Coxen : John McKay
- James Duffy : Sam Gardner
- Jean Dumas : Mme McKay
- Tom London : James Canfield

## Autour du film
Buster Keaton s'inspire d'une histoire réelle, de l'époque de la guerre de Sécession, digne de Roméo et Juliette: la querelle entre les Hatfield et McCoy (en) dont les noms fictifs Canfield et McKay sont inspirés.
Dans le film (8 min 30 s), on peut le voir utiliser une draisienne.